# バーチャルフォトグラフィ
バーチャルフォトグラフィ (Virtual Photography)は、インゲームフォトグラフィ(In-game Photography)、コンピュータゲーム写真、スクリーンショット写真、またはPutsovageryとも呼ばれる、ビデオゲームのスクリーンショットによるニューメディアアートの一形式である。
これをアートとすることの正当性は時に疑問視されることがある。バーチャルフォトグラファーが撮るのはゲームデザイナーが創り上げたアート作品の二次的な描写だからというのが理由。
バーチャルフォトグラファー達はその動機の大部分を”現実の”フォトグラファーと共有する。

## 解説
視覚的に興味深いイメージを捉えること、思い出を保存すること、技術的専門性を実践してみせること等に対する欲求がある。
世に知られた最初のバーチャルフォトグラフィ作品はエヴァ＆フランコ・マテスによる"Thirteen Most Beautiful Avatars"である。それは2006年にセカンドライフのバーチャルワールドの中で展示された。仮想のアートギャラリーにおいてセカンドライフで使用されるアヴァターの写真による展覧会が開かれたのだ。
とは言うものの、1999年にリリースされた"メタルギアソリッド インテグラル"にはフォトモードが備わっていた。ゲーム自体とは別にプレイヤーはキャラクターを撮影することができた。ただしその写真を外部にエクスポートが可能かどうかはわかっていない。プレイヤーがカメラを自由に操作でき、画像をプリントないし外部にエクスポートできるフォトモードを実装した最初のビデオゲームは"Infamous Second Son"である。
2016年5月、NvidiaはAnselを公開した。これはゲーム開発者に対して、バーチャルフォトグラフィをより簡単にするようデザインされたフリーカメラモードを提供する、ソフトウェア開発キットである。
AnselはまたGoogle CardboardのようなVRに対応した360°全方位を捉えた写真を撮影することも可能にする。この開発キットは2016年8月"ウィッチャー3 ワイルドハント"に付加された。2022年2月以降NvidiaはAnselのサポートを終了した。
バーチャルフォトグラファーは、ゲームをプレイするより撮影することに焦点を当てるため、時に観光客に例えられる。ゲーム中の仮想世界ではしばしばビーチ、ゴルフコース、名所といった観光資源が前面に押し出されるので、そこを訪れることはバカンスと考えられるかもしれない。
2018年にリリースされた"レッド・デッド・リデンプション2"や2020年の"The Last of Us Part II"のように、ビデオゲームのグラフィックがますますフォトリアルなものになり、多くのゲームがバーチャルフォトグラフィのためにデザインされたフォトモードを実装するにつれ、このアート形式は知名度を高めてきた。"ミッドナイトクラブ：ロサンジェルス"は"Infamous Second Son"に先駆けてPlayStation 3上でフォトモードを実現している。

## 著名なアーティスト
ダンカン・ハリスはゲームのスクリーンショット専門ウェブサイト Dead End Thrills の管理者だ。彼は言う。「良いスクリーンショットというのは、何かを見せるために他の何かを隠す、一種の嘘なんだよ。ハリスはイギリス人であり、大学では工学を学んだ。そしてイギリスのゲーム文化出身であることに誇りを持っている。2008年のウェブサイト設立から発展させてきた彼の撮影テクニックは、ゲームを可能な限りフォトジェニックなものにするための調整と改変に基づいている。2012年彼は"Dishonored"の見本版を開発者から受け取り、そのおかげでリリース前にその仮想世界を紹介することができた。彼はAnsel開発のためNvidiaの顧問を務めた。
レオ・サンは"Backseats in Games"と名づけられた一連の写真によって最も知られている。これは"Project C.A.R.S." と" WCR 3"で撮影されたモノクローム写真から成っている。彼の撮影テクニックには、ソフトウェアFrapsの使用、ポストプロセシング、時には現実のスマートフォンやカメラまで含まれる。サンは2011年にTumblrを開設し、そこには470を超える画像が掲載された。彼は35㎜フィルムの質感に近づけるため粒状ノイズを写真に加えた。サンとハリス両者の作品はそれぞれロサンジェルスとロンドンにある現実のアートギャラリーに展示されてきた。

## フォトモードを備えたゲーム
- 5MM
- Atelier Sophie 2
- Aragami 2
- Arise A Simple Story DE
- Art of Rally
- Ascent, The
- アサシン クリード オリジンズ
- アサシン クリード オデッセイ
- アサシン クリード ヴァルハラ
- Avengers, The
- Away: Survival Series
- Beyond Blue
- BIOMUTANT
- Borderlands 3
- Chernobylite
- CODE VEIN
- Control
- ザ・クルー2
- サイバーパンク2077
- Days Gone
- デッド オア アライブ エクストリーム ヴィーナス バケーション
- DEATH STRANDING
- Doom Eternal
- ドラゴンボール ゼノバース2
- ダイイングライト2
- 真・三國無双8
- Elite Dangerous
- Fallout 76
- Far Cry 6
- 零
- ファイナルファンタジーXV
- Forza Horizon 4
- Forza Horizon 5
- Generation Zero
- Ghost of Tsushima
- Ghostrunner
- Ghostwire: Tokyo
- グランツーリスモ7
- ゴッド・オブ・ウォー
- Grounded
- Guardians of the Galaxy
- Gunk, The
- HellBlade
- Horizon Forbidden West
- Horizon Zero Dawn
- HOT WHEELS UNLEASHED
- House of the Dead Remake
- Immortals Fenyx Rising
- inFAMOUS Second Son
- スター・ウォーズ ジェダイ:フォールン・オーダー
- Journey to the Savage Planet
- ジュラシック・ワールド・エボリューション
- Kena Bridge of Spirits
- The Last of Us
- The Last of Us Part II
- Lushfoil Photography Sim
- Marvel's Spider-Man
- Mass Effect LE
- Midnight Club: Los Angeles
- モンスターハンターライズ
- Mortal Shell
- Moto GP 22
- No Man's Sky
- The Order:1886
- Panzer Dragoon: Remake
- Praey for the Gods
- Psychonauts 2
- Pupperazzi
- ラチェット&クランク
- レッド・デッド・リデンプション2
- バイオハザード ヴィレッジ
- Returnal
- Riders Republic
- ワンダと巨像
- シャドウ・オブ・モルドール
- Shadow of War
- シャドウ オブ ザ トゥームレイダー
- Shadow Warrior 2
- SCARLET NEXUS
- Snowrunner
- Sifu
- Marvel's Spider-Man:Miles Morales
- Strange Brigade
- Star Citizen
- Super Mario Bros. 3D World
- 大乱闘スマッシュブラザーズ SPECIAL
- Tiny Tinas Wonderlands
- Toem
- アンチャーテッド 海賊王と最後の秘宝
- Unpacking アンパッキング
- War of Rights
- 龍が如く6 命の詩。
- Zombie Army 4